# El huevo del dinosaurio (película de 2019)
El huevo del dinosaurio (título original, Öndög) es una película dramática mongola de 2019, dirigida por Wang Quan'an. Fue seleccionada para competir por el Oso de oro en el 69.º Festival Internacional de Cine de Berlín. También ganó el premio Espiga de oro a la Mejor película en la Semana Internacional de Cine de Valladolid de 2019.

## Sinopsis
Un equipo de cazadores recorre la estepa mongola de noche, ve cruzar una manada de caballos salvajes y se detiene junto al cuerpo desnudo de una mujer muerta. La policía interviene requisando el camello a una mujer incapaz de disparar a un lobo solitario. Un ingenuo y novato policía de poco más de 18 años se queda durante la noche para vigilar el cadáver y la escena del crimen. El jefe le presta una bufanda y guantes más resistentes. La joven, de 20 a 30 años, que ya se fue, y muy ocupada criando sola un rebaño de ovejas y algunos otros animales, se ve obligada a vigilar al joven policía.
La estepa, vacía, casi llana, es la decoración exterior imprescindible, y helada, con cielos (tomando del 60 al 90% de la imagen, a menudo espléndida. Las escenas exteriores cercanas se refieren a la cría (sacrificio y matanza de una oveja)., Parto una vaca) y son realizadas por un joven amigo del criador, quien le sugiere contratar rápidamente a un hombre para que realice todas estas tareas. Vive sola en su yurta. Su amiga, más móvil y alcohólica, circula (lentamente) en una moto, cuando quiere, por teléfono móvil (baterías de células fotovoltaicas).

## Reparto
- Aorigeletu
- Dulamjav Enkhtaivan
- Norovsambuu